# Comuna Kameanka, Kahovka
Kameanka (în ucraineană Кам'янка) este o comună în raionul Kahovka, regiunea Herson, Ucraina, formată din satele Cervone Podillea, Kameanka (reședința), Serhiivka și Țukurî.

## Demografie
Componența lingvistică a comunei Kameanka
     Ucraineană (90,21%)
     Rusă (8,91%)
     Alte limbi (0,61%)
Conform recensământului din 2001, majoritatea populației comunei Kameanka era vorbitoare de ucraineană (90,21%), existând în minoritate și vorbitori de rusă (8,91%).